# Kasnoantički mozaici u Arhiđakonovoj ulici u Splitu
Kasnoantički mozaici su mozaici u Splitu, Hrvatska. Nalaze se u Arhiđakonovoj ulici.
Građeni su od 4. do 5. stoljeća. Stilski pripadaju kasnoj antici.
Pod oznakom P-5244 zavedeni su kao nepokretno kulturno dobro - pojedinačno, pravna statusa preventivno zaštićena kulturnog dobra, klasificirano kao arheološka baština.